# Barbadás
Barbadás è un comune spagnolo di 6 768 abitanti situato nella comunità autonoma della Galizia.